# Boy (альбом)
Boy (укр. Хлопчик) — дебютний студійний альбом ірландського гурту U2, спродюсований Стівом Ліллівайтом і випущений 20 жовтня 1980 року лейблом Island Records. Boy містить пісні з 40-пісенного репертуару гурту на той час, включаючи два треки, які були перезаписані з їхніх оригінальних версій на дебютному релізі гурту, мініальбомі Three.
«Boy» був записаний з липня по вересень 1980 року в дублінській Windmill Lane Studios, яка стала улюбленим місцем запису U2 протягом 1980-х років. Це була їхня перша робота з Ліллівайтом, який використовував нестандартні методи виробництва (такі як запис гри барабанщика Ларрі Маллена на сходовій клітці, а також запис розбитих пляшок і столових приборів, розбитих об колесо велосипеда). Гурт оцінив Ліллівайта дуже натхненним і творчим і згодом він став частим продюсером їхніх записів. Тематично лірика альбому відображає підлітковий вік, невинність і перехід у доросле життя, теми, представлені на обкладинці альбому через фотографію обличчя молодого хлопчика.
Загалом альбом отримав позитивні відгуки і містив одни з перших синглів U2, який прозвучав на американському радіо, — «I Will Follow». За релізом послідувало перше турне гурту континентальною Європою і США, Boy Tour. Платівка посіла 52 місце хіт-параду Великої Британії у серпні 1981 року, а в США — 63 місце. У 2003 році Boy зайняв 417 місце у Списку 500 найкращих альбомів усіх часів за версією журналу Rolling Stone. У 2008 році вийшло оновлене перевидання альбому.

## Список пісень
Автор музики і слів U2, лірику написав Боно. 
| Сторона 1 | Сторона 1        | Сторона 1  |
| #         | Назва            | Тривалість |
| --------- | ---------------- | ---------- |
| 1.        | «I Will Follow»  | 3:36       |
| 2.        | «Twilight»       | 4:22       |
| 3.        | «An Cat Dubh»    | 4:47       |
| 4.        | «Into the Heart» | 3:28       |
| 5.        | «Out of Control» | 4:13       |

| Сторона 2 | Сторона 2                     | Сторона 2  |
| #         | Назва                         | Тривалість |
| --------- | ----------------------------- | ---------- |
| 1.        | «Stories for Boys»            | 3:02       |
| 2.        | «The Ocean»                   | 1:34       |
| 3.        | «A Day Without Me»            | 3:14       |
| 4.        | «Another Time, Another Place» | 4:34       |
| 5.        | «The Electric Co.»            | 4:48       |
| 6.        | «Shadows and Tall Trees»      | 4:36       |
| 42:14     |                               |            |

### Бонус CD (2008 Remix Deluxe Edition)
Автор музики і слів U2. 
| #     | Назва                                                                     | Реліз                         | Тривалість |
| ----- | ------------------------------------------------------------------------- | ----------------------------- | ---------- |
| 1.    | «I Will Follow» (Раніше не видавався)                                     | Раніше не видавався           | 3:38       |
| 2.    | «11 O'Clock Tick Tock» (Сингл версія)                                     | "11 O'Clock Tick Tock" single | 3:47       |
| 3.    | «Touch» (Сингл версія)                                                    | "11 O'Clock Tick Tock" single | 3:26       |
| 4.    | «Speed of Life»                                                           | Раніше не видавався           | 3:19       |
| 5.    | «Saturday Night» (рання версія пісні "Fire")                              | Раніше не видавався           | 5:13       |
| 6.    | «Things to Make and Do»                                                   | "A Day Without Me" сингл      | 2:17       |
| 7.    | «Out of Control» (Сингл версія)                                           | Three EP                      | 3:53       |
| 8.    | «Boy/Girl» (Сингл версія)                                                 | Three EP                      | 3:23       |
| 9.    | «Stories for Boys» (Сингл версія)                                         | Three EP                      | 2:42       |
| 10.   | «Another Day» (Сингл версія)                                              | "Another Day" сингл           | 3:28       |
| 11.   | «Twilight (демо)» (Сингл версія)                                          | "Another Day" сингл           | 4:35       |
| 12.   | «Boy-Girl» (Live at The Marquee, Лондон -- 20 вересня, 1980)              | "I Will Follow" single        | 3:26       |
| 13.   | «11 O'Clock Tick Tock» (Live at The Marquee, Лондон -- 20 вересня, 1980)  | Раніше не видавався           | 4:59       |
| 14.   | «Cartoon World» (Live at The National Stadium, Дублін -- 26 лютого, 1980) | Раніше не видавався           | 4:22       |
| 52:21 |                                                                           |                               |            |

## Ключові особи
- Боно — вокал
- Едж — гітара, бек-вокал
- Адам Клейтон — бас гітара
- Ларрі Маллен — ударні

## Чарти
| Чарт (1980—1981)                                     | Найвища позиція |
| ---------------------------------------------------- | --------------- |
| Australia (Kent Music Report)                        | 35              |
| Канада Canada Top Albums/CDs (RPM)                   | 12              |
| Нова Зеландія New Zealand Albums (Recorded Music NZ) | 13              |
| Швеція Swedish Albums (Sverigetopplistan)            | 38              |
| Велика Британія UK Albums (OCC)                      | 52              |
| США Billboard 200                                    | 63              |

| Чарт (1982)                          | Найвища позиція |
| ------------------------------------ | --------------- |
| Нідерланди Dutch Albums (MegaCharts) | 29              |

| Чарт (2001)                  | Найвища позиція |
| ---------------------------- | --------------- |
| Ірландія Irish Albums (IRMA) | 13              |

| Чарт (2008)                                  | Найвища позиція |
| -------------------------------------------- | --------------- |
| Бельгія Belgian Albums (Ultratop Flanders)   | 60              |
| Бельгія Belgian Albums (Ultratop Wallonia)   | 48              |
| Німеччина German Albums (Offizielle Top 100) | 89              |
| Італія Italian Albums (FIMI)                 | 36              |
| Іспанія Spanish Albums (PROMUSICAE)          | 42              |

| Чарт (2020)                        | Найвища позиція |
| ---------------------------------- | --------------- |
| Португалія Portuguese Albums (AFP) | 38              |

| 1981                                      | «I Will Follow» | 34 | —  | 20 |
| 1984                                      | «I Will Follow» | —  | 81 | —  |
| «—» denotes a release that did not chart. |                 |    |    |    |

## Сертифікації
| Регіон                                                                                          | Сертифікація | Продажі    |
| ----------------------------------------------------------------------------------------------- | ------------ | ---------- |
| Австралія (ARIA)                                                                                | Золотий      | 35 000^    |
| Канада (Music Canada)                                                                           | Платиновий   | 100 000^   |
| Франція (SNEP)                                                                                  | Золотий      | 100 000*   |
| Велика Британія (BPI)                                                                           | Золотий      | 100 000^   |
| США (RIAA)                                                                                      | Платиновий   | 1 000 000^ |
| *продажі, що базуються лише на сертифікаціях ^відвантаження, що базуються лише на сертифікаціях |              |            |